# 신기면
신기면(新基面)은 대한민국 강원특별자치도 삼척시의 면이다.

## 개요
신기면은 삼척시 서남부에 위치 남쪽은 도계읍, 북쪽은 미로면, 동쪽은 노곡면과 경계를 이루고 있다. 석회석 광산 개발로 시멘트 제조업체와 동양최대 석회동굴 환선굴과 비경을 자랑하는 대금굴이 위치한다.
중요민속자료인 너와집(제221호), 통방아(제222호), 굴피집(제 223호)이 있으며, 명승고적은 천연기념물 178호로 지정된 대이동굴은 국내 최대 규모의 석회 동굴로서 수직 및 평면굴로 되어있다. 특히, 굴 입구의 넓이가 10여 가구의 건물이 들어설 수 있고, 높이는 14.5m나 되며 굴속에 폭포가 있고 내가 있는 동굴 환선굴이 있는 신비한 곳이다.

## 연혁
- 조선 인조 9년(1631년) : 삼척도호부내 12개 면중 소달면에 속함.
- 조선 고종 32년(1895년) : 삼척도호부가 삼척군으로 개명됨.
- 1963년 : 소달면이 도계읍으로 승격
- 1970년 11월 21일 : 도계읍신기출장소 개설[3]. 관할구역:8개리
- 1989년 4월 1일 : 신기출장소가 신기면으로 승격
- 1990년 12월 28일 : 현 청사로 신축이전
- 1995년 1월 1일 : 도농통합에 따라 삼척군 신기면을 삼척시 신기면으로 개칭[4]

## 법정리
- 신기리 新基里
- 서하리 西下里
- 고무릉리 古武陵里
- 대이리 大耳里
- 대기리 大基里
- 대평리 大坪里
- 안의리 岸儀里
- 마차리 馬次里

## 교육
- 신동초등학교
  - 마차분교 (폐교) - 마차리 505-2
  - 대기분교 (폐교) - 환선로 564 (대이리)

## 관광
- 덕항산
- 환선굴
- 대금굴
- 대이동굴지대

## 특산물
- 장뇌삼
- 머루와인
- 친환경콩 메주 및 청국장